# عبدل قيسي
عبدل قيسي هو ممثل مغربي من مواليد 20 يناير 1960 بمدينة وجدة. عرف بمشاركته في فيلم المطلب لجون كلود فان دام سنة 1996، وهو أخ محمد قيسي.

## روابط خارجية
- عبدل قيسي على موقع IMDb (الإنجليزية)
- عبدل قيسي على موقع ألو سيني (الفرنسية)
- عبدل قيسي على موقع أول موفي (الإنجليزية)
- عبدل قيسي على موقع قاعدة بيانات الفيلم (الإنجليزية)
- عبدل قيسي على موقع كينوبويسك (الروسية)
- عبدل قيسي على موقع بوكس ريك (الإنجليزية) (registration required)